# Marcusenius leopoldianus
Marcusenius leopoldianus es una especie de pez elefante eléctrico en la familia Mormyridae presente en la cuenca del río Congo. Es nativa de la República democrática del Congo y puede alcanzar un tamaño aproximado de 270 mm.
Respecto al estado de conservación, se puede indicar que de acuerdo a la IUCN, esta especie puede catalogarse en la categoría «preocupación menor (LC)».